# Trencsénrákó
Trencsénrákó (szlovákul Raková) község Szlovákiában, a Zsolnai kerületben, a Csacai járásban.

## Fekvése
Csacától 4 km-re északnyugatra, a Kiszuca völgyének felső szakaszán, a Kiszuca partján, a cseh határ mellett fekszik. A községen a Kiszucán kívül még a Rakovka és Trsteniarka-patak is átfolyik. Határa erősen hegyes, a tengerszint feletti magasság 415 és 1067 m között váltakozik. Határrészei a következők: Pod Bukovinou, Prílohy, U Halušky, U Hura, U Kajánka, U Krištofa, U Kuči, U Maslíka, U Matúška, U Mačiska, U Podmoly, U Sidora, U Skákaly, U Surovky, U Tutky, U Urbana, U Vražla, U Vrobľa, U Špora, Za Sihlami, Fojstvo I., Fojstvo II., U Baloňa, U Drozda, U Gala, U Kukoľa, U Matysa, U Miča, U Moravčíka, U Turiaka, U Zemana, Bednárka, Bzdivonka, Dlhá, Kohútové, Kopčisko, Korcháň, Kubriková, Kuchriská, Kukoľanka, Kurajka, Kykuľa, Mičkové, Petrová, Pod Jedľou, Pod Poľanou, Postaľka, Preľáč, Starelina, Stodolčiská, Strýkova, Trstená I., Trstená II., U Blažička, U Furmanika, U Križka, U Rafaji, U Repčaka, U Sihelníka, U Smrečka, U Sogľa, U Školníka, U Škrabáka, U Špaldoni, Za Groň, Zahrbík, Zavaleniská és Ďadiková.

## Története
A települést a 17. század első felében a budatini és sztrecsényi uradalom területén fekvő irtványföldön pásztornépek betelepítésével alapították. 1658-ban „Rakova” alakban említik először. 1720-ban uradalmi major állt a helyén. A község első pecsétje 1776-ból származik. 1784-ben 325 házában 2159 lakos élt. Lakóinak nagy többsége római katolikus volt, akik 1788-ig Csacára jártak istentiszteletre. 1789-ben a község kis fatemplomot épített, mely a régi fatemplom helyén épült.
A 18. század végén Vályi András így ír róla: „RAKOVA. Tót falu Trentsén Vármegyében, földes Ura H. Eszterházy Uraság, lakosai katolikusok, fekszik Csaczához nem meszsze, Kisucza vize mellett, határjában legelője, fája van; de mivel földgye sovány, harmadik osztálybéli.”
1828-ban 386 háza és 2916 lakosa volt, akik főként állattartással, halászattal, méhészettel, faárukészítéssel és drótozással, az asszonyok vászonszövéssel foglalkoztak.
Fényes Elek 1851-ben kiadott geográfiai szótárában így ír a faluról: „Rakova, tót falu, Trencsén vmegyében, ut. p. Csácsához északra 1 órányira. Számlál 2123 kath., 18 zsidó lak. Fája, legelője bőven van; de földje igen sovány: levegője hideg és egészséges. Kath. paroch. templom. F. u. hg Eszterházy.”
Az új kőtemplom építése 1870 és 1874 között tartott. A trianoni békéig Trencsén vármegye Csacai járásához tartozott.

## Népessége
| Év:            | 1994. | 2004.   | 2014.   | 2024.   |
| -------------- | ----- | ------- | ------- | ------- |
| Emberek száma: | 4734  | 5120    | 5411    | 5603    |
| Eltérés:       |       | +8,15 % | +5,68 % | +3,54 % |

| Év:            | 2023. | 2024.   |
| -------------- | ----- | ------- |
| Emberek száma: | 5629  | 5603    |
| Eltérés:       |       | -0,46 % |

1910-ben 3376, túlnyomórészt szlovák anyanyelvű lakosa volt.
2001-ben 4939 lakosából 4885 szlovák volt.
2011-ben 5293 lakosából 5030 szlovák volt.
2021-ben 5630 lakosából (+1) cigány, 2 (+3) ruszin, 5538 (+8) szlovák, 42 (+6) egyéb és 48 ismeretlen nemzetiségű volt.

## Neves személyek
- Itt született 1822. április 17-én Ján Palárik szlovák drámaíró, római katolikus plébános.

## Nevezetességei
- A Kisboldogasszony tiszteletére szentelt római katolikus temploma 1874-ben épült neogótikus stílusban. Oltárképe 1879-ben készült.
- A plébánia épülete a 19. század elején készült el egy korábbi barokk épület helyén.
- Korcháň nevű településrészén 1991-ben Szent Cirill és Metód tiszteletére új templomot építettek.
- Blažička nevű részén álló kápolnája 2002-ben épült.
- Matúška nevű részén is áll egy kápolna.
- Nepomuki Szent János szobra 1832-ben készült.

## Külső hivatkozások
- Hivatalos oldal
- E-obce.sk Archiválva 2008. február 7-i dátummal a Wayback Machine-ben
- Községinfó
- Trencsénrákó Szlovákia térképén